# 윤부인
명하 제국 계후 윤씨 부인(明夏 帝國 繼后 尹氏 夫人, 1362년 ~ 1393년 12월 8일)은 중국 명하(明夏) 황조 제2대 황제 명승(明昇)의 계후(繼后)이고 원래 고려 개경(高麗 開京) 출신이다.
그녀는 구 명하 제국 제2대 군주 명승(明昇)의 재취 부인(再娶 夫人)인데 고려 개경(高麗 開京)에서 윤희종(尹熙宗)의 슬하 2남 4녀 중 차녀(次女)로 출생하였다.

## 생애

### 옛명하제국 황제 출신 고려 편입 귀족과 결혼
그녀는 12세 시절이던 1373년 음력 6월 1일을 기하여 고려 개경에서 명하 제국 제2대 군주였던 옛 명하 서촉제 명승(明夏 西蜀帝 明昇)과 결혼하여 그 후 그와의 사이에서 4남을 두었다.
1391년 음력 5월 13일을 기하여 시모 팽씨 부인(彭氏 夫人)과 부군 명승(明昇)과 자녀 4남 등을 비롯한 직계 일가족들과 함께 개경을 떠나 황해도 연안 지방으로 낙향하여 그 후 1392년 고려(高麗)가 멸국되고 조선(朝鮮)이 창건되자 부군 명승(明昇), 시모와 아들 넷을 비롯한 직계 일가족들과 함께 조선 군주 태조 이성계(太祖 李成桂)에게 전격 귀순을 선언하였다.
그 후 그녀는 1393년 12월 8일을 기하여 부군 명승, 시모 태후 팽씨, 그리고 네 명의 아들들이 등이 함께 간소히 임종을 지켜보는 가운데 고려 풍해도 연안 지방 사저에서 향년 32세로 병사하였다.